# Alexander Salot

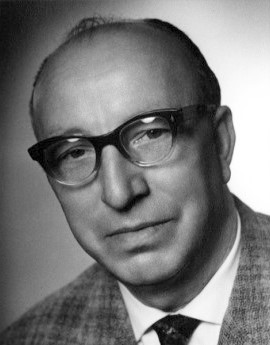
Alexander Salot

Alexander Salot  (* 8. Februar 1907 in Schönowitz/OS; † 9. Oktober 1992 in Blumenthal) war ein deutscher Schuhmachermeister. Er erfand den Schraubstollen-Fußballschuh.

## Leben
Er besuchte eine Schule und machte die Schuhmacherlehre in Oberschlesien, die Gesellenprüfung erfolgte 1925. Die Übersiedlung nach Blumenthal erfolgte 1928, noch im gleichen Jahr war er Mitbegründer und Spieler der neuen Fußballabteilung im Arbeitersport beim Neurönnebecker TV, die 1933 nach dem Verbot des Arbeitersports (siehe Geschichte der Arbeitersportbewegung) aufgelöst wurde. Im Jahre 1939 wurde er in die Wehrmacht eingezogen, aus der er 1942 wegen einer schweren Erkrankung entlassen wurde. Von 1945 bis 1960 arbeitete er als selbstständiger Schuhmacher.
Von 1947 bis 1955 war er sportlicher Leiter des Blumenthaler Sportvereins und hat das Vereinsleben stark geprägt.

## Schaffen
Im Juni 1945 wurde er bei der Handwerkskammer Bremen als selbstständiger Schuhmacher eingetragen. Die Meisterprüfung legte er 1947 ab. Mit dem Ziel, einen leichten Fußballschuh herzustellen, der an unterschiedliche Bodenverhältnisse angepasst werden kann, entwickelte er einen Schuh mit auswechselbaren Schraubstollen, bei denen die aufnehmenden Gewindemuttern in die Sohle integriert sind. Diese Erfindung wurde am 30. August 1949 als Patent (Patentschrift Nummer 815 761) eingereicht. Beim Blumenthaler Sportverein und bei Werder Bremen wurde der Schuh dem erfolgreichen Praxistest unterzogen, um die Haltbarkeit der Gewindestollen zu beweisen. Zeitgleich mit der Patentanmeldung im Jahre 1949 wurde der Blumenthaler SV mit Schraubstollenschuhen ausgestattet und in Folge drei Mal hintereinander Bremer Meister (Saisons 1949/50, 50/51, 51/52).
Die schnell ansteigende Nachfrage nach diesen Schuhen konnte durch die eigene Werkstatt in Bremen-Blumenthal bald nicht mehr befriedigt werden. Ab Anfang 1950 wurden die Schuhe als „Plus-Punkt-Stiefel“ (mit Gewindestollen) in Lizenz durch die Firma Hürkamp in Ahlen (Westfalen) in großer Stückzahl hergestellt. Mitte der 1950er-Jahre musste die Firma Hürkamp Insolvenz anmelden und die Produktion wurde eingestellt. Alexander Salot betrieb seine Schuh-Werkstatt noch bis Anfang 1960, danach wurden nur noch Kleinaufträge für Freunde und Bekannte durchgeführt.